# Pedicia falcifera
Pedicia (Pedicia) falcifera là một loài ruồi trong họ Pediciidae. Chúng phân bố ở vùng sinh thái Nearctic.